# Vernonia texana
Vernonia texana là một loài thực vật có hoa trong họ Cúc. Loài này được (A.Gray) Small miêu tả khoa học đầu tiên năm 1903.